# Redlands (Colorado)
Redlands è un centro abitato (census-designated place) degli Stati Uniti d'America, situato nella contea di Mesa dello stato del Colorado. Nel censimento del 2000 la popolazione era di 8.043 abitanti.

## Geografia fisica
Secondo i rilevamenti dell'United States Census Bureau, Redlands si estende su una superficie di 40,3 km².